# Meotica finnmarchica
Meotica finnmarchica är en skalbaggsart som beskrevs av Benick 1953. Meotica finnmarchica ingår i släktet Meotica, och familjen kortvingar. Arten är reproducerande i Sverige.